# Inés de Poitou
Inés de Poitou o de Poitiers (francés: Agnes; Poitou, Francia, 1024 - Roma, 1077) fue una noble francesa del siglo XI, emperatriz del Sacro Imperio por su matrimonio con Enrique III, emperador.

## Familia
Era la hija de Guillermo V, duque de Aquitania e Inés de Borgoña. Fue hermana del duque Guillermo VI, del duque Eudes, duque Guillermo VII, y duque Guillermo VIII. Sus abuelos maternos fueron Otón Guillermo, duque de Borgoña y Ermentruda de Reims.

## Matrimonio e hijos
Inés se casó con el emperador Enrique III en noviembre de 1043 en Ingelheim. Fue su segunda esposa tras Gunhilda de Dinamarca, hija de Canuto el Grande quien había muerto en 1038. Este matrimonio ayudó a fortalecer las relaciones entre el Sacro Imperio y Occidente.
Tuvieron varios hijos, entre los que se encontraban el futuro emperador Enrique IV y Judit de Suabia, esposa de Salomón de Hungría:
- Adelaida II (1045, Goslar – 11 de enero de 1096), abadesa de Gandersheim desde 1061 y Quedlinburg desde 1063
- Gisela (1047, Rávena – 6 de mayo de 1053)
- Matilda (octubre de 1048 – 12 de mayo de 1060, Pöhlde), se casó en 1059 con Rodolfo de Rheinfelden, duque de Suabia y antirrey (1077)
- Enrique, sucesor de Enrique III como emperador[1]
- Conrado (1052, Ratisbona – 10 de abril de 1055), duque de Baviera (desde 1054)
- Judit (1054, Goslar – 14 de marzo de 1092 o 1096), se casó primero en 1063 con Salomón de Hungría y en segundo lugar en 1089 con Vladislao I Herman, duque de Polonia

Gobernó el Sacro Imperio durante parte de la minoría de edad de su hijo desde 1056 hasta 1062 cuando Enrique IV fue secuestrado y ella misma derrocada.